# La Bugadera: periódich escandalós
La Bugadera: periódich escandalós va ser una revista manuscrita satírica de periodicitat irregular fundada entre finals del segle xix i els primers anys del xx pel grup d'escriptors i periodistes autodenominat Àpats i Lletres. Es creu que la primera entrega havia de ser publicada l'any 1901. No obstant això, les primeres publicacions estan datades l'any 1897. La Bugadera avisava en la seva presentació que sortiria un cop cada segle. El primer exemplar d'aquesta tenia un preu de 10 pessetes.

## Història
La revista creada per la colla que es reunia al cafè La Alhambra, autodenominats Àpats i Lletres, es va presentar com una publicació destinada al safareig i va estrenar-se el gener de 1897. El número 7, del 12 de setembre del 1897, anava acompanyat del lema "sense pèls a la llengua, xerrarà per les butxaques".
Avui dia, en conserven un total d'onze exemplars de revistes publicats entre els anys 1897 i 1901. Quatre dels exemplars formen part, de tal com apareix a la part superior de les publicacions, l'any número u de la revista. Els quatre exemplars que es conserven van ser publicats al gener, al març, al setembre i a l'octubre d'aquell any.
Els següents exemplars que es conserven a l'Arxiu de Revistes Catalanes Antigues (ARCA) formen part de la segona època de La Bugadera. Aquesta separació podia haver estat deguda al fet que un dels col·laboradors més importants de la revista, Joan Serra i Constansó va patir durant l'any 1898 unes febres tifoides que quasi posen fi a la seva vida. Un any després d'haver-les superades, el 16 de març de 1900 es va iniciar la segona etapa de la publicació.
El primer número d'aquesta segona època avisava que La Bugadera, "sortirà sempre que li doni la gana". De l'any 1900 van publicar-se un total de tres números, el primer al març, el segon al maig i el tercer el juliol. Aquest últim va presentar-se com un número extraordinari i com l'últim número de la revista. A la portada apareix el text: "Suspesas las garantías y suspesas altras coses, suspenem La Bugadera també per la part que ens toca".
Finalment, la de juliol de 1900 no seria la darrera publicació de la revista, ja que existeix un exemplar datat el 16 de febrer de l'any següent. Aquest és la darrera entrega, que es tingui constància, de la segona època de La Bugadera: periòdich escandalós i sembla, per la seva portada, que va ser gratis.
La revista ja ha tingut una única edició en dos segles diferents, tal com prometien els fundadors. El 27 de febrer de 2002, l'editorial La Magrana va publicar en forma de llibre la tercera edició de la revista. El projecte va ser impulsat per l'escriptor català Xavier Sust Novell i hi van participar personatges com el meteoròleg Tomàs Molina o el pornògraf Conrad Son. Aquesta darrera entrega es va presentar com la segona entrega de La Bugadera, encara que ja s'haguessin diferenciat dues etapes abans.
La secció més icònica d'aquesta revista és la del safareig. Aquesta secció rep nom diferents a cada número, però comparteixen funció, per exemple: “A cal safareig”, “En lo safareig”, “Xafardejant”, “En el Safareig”. Aquesta secció representava en gran part l'origen de la revista, ja que el grup Àpats i Lletres dedicaven molta part del seu temps a fer safareig. Aquesta secció es va recuperar per la nova edició del segle XXI i l'encarregada d'escriure-la va ser Ada Castells. La revista, la del segle passat i la d'aquest, compte amb una gran varietat de seccions, tenint sempre l'humor i la sàtira com a contra fons.

## Final
El final de La Bugadera l'any 1901 es pot entendre llegint el darrer número de la revista. Cap al final de la revista publicada el 16 de febrer de 1901 hi trobem un paràgraf que explica per què des d'aquell moment fins a saber quan no hi haurà més números de la publicació:
"El pròxim número de La Bugadera deu ajut quan sortirà. Però que ab aquest ja hi hem acabat la paciència y els quarts. Y després pels que veném, no val la pena que ens cremém las celles buscant xistes! ¡Que es fassin la punyeta llegint Esquelles y Campanas, si volen riure!
Per tant, s'entén que a la colla d’Àpats i Lletres no els compensava seguir escrivint i publicant La Bugadera.
La Bugadera tindria un nou final a inicis del segle XXI. L'editorial La Magrana va publicar en format de llibre una nova edició de la revista. La Magrana cenyint-se allò que els fundadors van dir: "sortirà un cop cada segle", ja van publicar aquesta nova edició amb la intenció que fins cent anys més tard, aparegués una de nova.

## Relació de directors, redactors i col·laboradors

### Primera etapa
La primera etapa de La Bugadera, des de 1891 fins al 1901, va comptar amb diversos col·laboradors. La utilització de pseudònims complica la identificació de molts d'aquests col·laboradors.
Fins ara, s'han aconseguit identificar alguns dels col·laboradors de la revista, però no tots. El director de la publicació va ser Salvador Bonavia i Flores. Alguns dels col·labordors identificats són: Josep Burgas i Burgas (J.B.Mayet), Francisco Xavier Godó, Josep Maria Codolosa, Joan Serra i Constansó (Jeph de Jespus), Manuel Marinel·lo (Josep Llimoner), Antoni Ferrer i Codina, Josep Ximeno Planas, Angel Guimerà i Jorge i H.Voltaire.

### Segona etapa: S. XXI
El llibre que l'editorial La Magrana va publicar l'any 2002, i que representa la segona etapa de la revista, va comptar amb la participació d'entorn de cent figures de la cultura catalana. L'encarregat de dirigir aquest projecte va ser Xavier Sust Novell. Alguns dels personatges que van participar en aquest projecte són: Màrius Serra, Tomàs Molina, Joaquim Teixidor, Ada Castells, Jordi Puntí, Carles Capdevila, Josep Maria Espinàs, Quim Monzó, Jesus Moncada, Avel·lí Artís i Gener, Narcís Comadira, Kap, Ferran Adrià, Carme Ruscalleda, Santi Santamaria, Ramon Solsona, Empar Moliner, Anna Grau, Enric Casasses, Carles Hac Mor, Ester Xargay, Maria Antònia Oliver, Pascal Comelade, Xavier Moret, Oriol Bohigas, Pau Vidal, Jaume Lorés, Antoni Deig, Dolors Alibés, Francesc Orteu, Conrad Son, Patrick Gifreu, Lluís Permanyer, Guillermina Motta